# Cassero Senese (Vetulonia)
Il Cassero Senese di Vetulonia si trova nella parte alta del centro storico dell'omonima località del comune di Castiglione della Pescaia.

## Storia
Il cassero è ciò che rimane dell'antico castello medievale di Colonna, denominazione assunta dalla località etrusca di Vetluna durante il periodo longobardo.
La primitiva costruzione risalente all'VIII secolo apparteneva ai vescovi di Lucca che la cedettero all'Abbazia di Sestinga attorno all'anno mille.
Dopo essere divenuto proprietà dei Lombardi di Buriano nel corso del Duecento, il complesso passò nelle mani dei Senesi nel 1331.
Verso la metà del Quattrocento l'originario castello venne gravemente danneggiato da Jacopo Piccinino e, a causa degli ingenti danni subiti, risorse come villaggio privo di ogni importanza. Ne venne ristrutturata soltanto la parte del complesso corrispondente al cassero.
Con la caduta della Repubblica di Siena avvenuta alla metà del Cinquecento, Vetulonia e la sua fortificazione entrarono a far parte del Granducato di Toscana e, da allora, ne seguirono le sorti.
Nei secoli successivi, alcuni interventi di ristrutturazione hanno parzialmente modificato l'originario aspetto medievale.

## Descrizione
Il Cassero Senese di Vetulonia si presenta come un complesso fortificato costituito da due corpi di fabbrica, con le pareti interamente rivestite in pietra, dove si aprono alcune finestre disposte su più livelli in modo irregolare.
Il corpo di fabbrica più basso, parzialmente modificato nei secoli scorsi, è addossato sul lato sinistro all'originaria torre medievale, priva di coronamenti sommitali.